# Irene Limika
Irene Limika (ur. 28 sierpnia 1979) – kenijska lekkoatletka, specjalistka od długich dystansów.

## Osiągnięcia
- srebrny medal igrzysk dobrej woli (bieg na 3000 m z przeszkodami, Brisbane 2001)
- 21. miejsce podczas mistrzostw świata (maraton, Berlin 2009)

## Rekordy życiowe
- bieg na 5000 m – 15:18,05 (2001)
- bieg na 10 km – 32:06 (2009)
- półmaraton – 1:09:46 (2009)
- maraton – 2:28:31 (2008)
- bieg na 3000 m z przeszkodami – 9:39,51 (2001)